# 轉職補師的反派千金
《轉職補師的反派千金》（日语：回復職の悪役令嬢）是由普尼醬所撰寫的日本輕小說。2021年8月29日開始在成為小說家吧連載。2022年4月起經MF Books發行實體書，緋原要擔綱插圖。改編漫畫由片村名村擔任作畫，同年8月起於網站《ComicWalker》開始連載。

## 登場人物

### 主要角色
夏洛特·科克里亞拉/夏隆
本作的主角，為VR遊戲「利亞斯Life Online」的反派千金，轉生者，為法布爾夏隆姆王國科克里亞拉公爵家的千金，父親為法布爾姆王國騎士團長。遭作為未婚夫的王子解除婚約後離開了法布爾姆王國，前往了恩濟神聖國，活用這個世界裡誰都不知道的遊戲知識，成為了冒險者。原本的職業為【黑暗法師】，後來在被放逐後於聖都濟勒轉職為【補師】。
豐里美月
夏洛特的前世，為VR遊戲「利亞斯Life Online」的玩家。
塔爾特
托爾提的妹妹，貓妖煉金術士，因被夏隆所救而拜她為師，並一同冒險。
劍鬥
新手冒險者，夏隆的臨時隊友。
可可亞
新手冒險者，劍鬥的搭檔，夏隆的臨時隊友，為人可靠。
弗蕾
勇者女性，為攻略地下城，需徵求補師，因而請求夏隆協助。
露娜
弗蕾隊伍的成員，莉娜的雙胞胎姊姊。
莉娜
弗蕾隊伍的成員，露娜的雙胞胎妹妹。
托爾提
弗蕾隊伍的成員，塔爾特的姊姊，貓妖族。

## 出版書籍

### 輕小說
| 冊數 | Kadokawa       | Kadokawa               |
| 冊數 | 發售日期       | ISBN                   |
| ---- | -------------- | ---------------------- |
| 1    | 2022年4月25日  | ISBN 978-4-046-81360-2 |
| 2    | 2022年10月25日 | ISBN 978-4-046-81840-9 |
| 3    | 2023年7月25日  | ISBN 978-4-046-82655-8 |
| 4    | 2023年11月25日 | ISBN 978-4-046-83071-5 |
| 5    | 2024年5月24日  | ISBN 978-4-046-83625-0 |
| 6    | 2025年2月25日  | ISBN 978-4-046-84461-3 |

### 漫畫
| 冊數 | Kadokawa       | Kadokawa               |
| 冊數 | 發售日期       | ISBN                   |
| ---- | -------------- | ---------------------- |
| 1    | 2022年12月16日 | ISBN 978-4-046-82029-7 |
| 2    | 2023年9月14日  | ISBN 978-4-046-82605-3 |
| 3    | 2024年3月14日  | ISBN 978-4-046-83412-6 |
| 4    | 2024年11月24日 | ISBN 978-4-046-84216-9 |

## 外部連結
- 小說官方網站（成為小說家吧）（日語）
- 小說官方網站（MF Book）（日語）
- 漫畫官方網站（日語）